# Elezioni regionali in Basilicata del 1980
Le elezioni regionali in Basilicata del 1980 si tennero l'8-9 giugno.

## Risultati elettorali
| Liste                                                  | Voti    | %     | Seggi |
| ------------------------------------------------------ | ------- | ----- | ----- |
| Democrazia Cristiana (DC)                              | 161.611 | 45,17 | 14    |
| Partito Comunista Italiano (PCI)                       | 89.223  | 24,94 | 8     |
| Partito Socialista Italiano (PSI)                      | 48.929  | 13,68 | 4     |
| Movimento Sociale Italiano - Destra Nazionale (MSI-DN) | 19.704  | 5,51  | 2     |
| Partito Socialista Democratico Italiano (PSDI)         | 18.660  | 5,22  | 2     |
| Partito Liberale Italiano (PLI)                        | 6.124   | 1,71  | -     |
| Partito Repubblicano Italiano (PRI)                    | 5.626   | 1,57  | -     |
| Partito di Unità Proletaria per il Comunismo (PdUP)    | 4.658   | 1,30  | -     |
| Democrazia Proletaria (DP)                             | 3.241   | 0,91  | -     |
| Totale                                                 | 357.776 |       | 30    |

| Riepilogo dei seggi | Riepilogo dei seggi | Riepilogo dei seggi | Riepilogo dei seggi | Riepilogo dei seggi | Riepilogo dei seggi | Riepilogo dei seggi |
| ------------------- | ------------------- | ------------------- | ------------------- | ------------------- | ------------------- | ------------------- |
|                     |                     |                     |                     |                     |                     |                     |
| PCI                 | 8                   | ▼ 1                 |                     | PSI                 | 4                   | ━                   |
| PSDI                | 2                   | ━                   |                     | DC                  | 14                  | ▲ 1                 |
| MSI-DN              | 2                   | ━                   |                     |                     |                     |                     |